# Tập luyện ngắt quãng

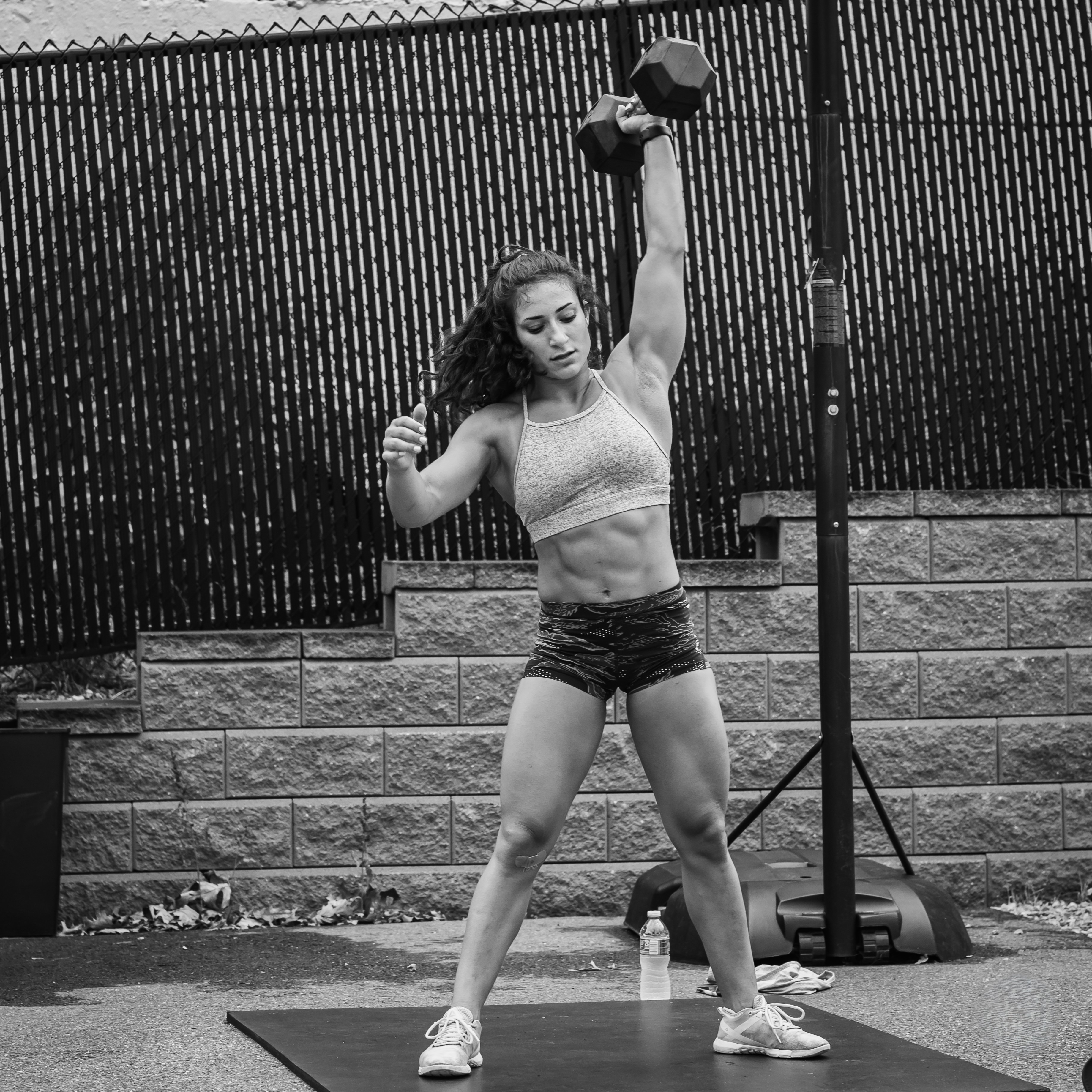
Bài tập HIIT

Tập luyện ngắt quãng (Interval training) là một loại bài tập luyện tập gồm các bài tập cường độ cao xen kẽ với các khoảng thời gian nghỉ ngơi hoặc giải lao, một hình thức tập luyện được thực hiện trong thời gian ngắn, kết hợp nhiều bài tập có cường độ khác nhau và nghỉ nhanh giữa các bài hoặc các hiệp tập. Các khoảng thời gian cường độ cao thường ở hoặc gần với bài tập kỵ khí (Anaerobic exercise), trong khi các khoảng thời gian phục hồi bao gồm hoạt động có cường độ thấp hơn. Thay đổi cường độ nỗ lực bài tập của cơ tim, cung cấp bài tập tim mạch, cải thiện khả năng hiếu khí và cho phép người tập luyện trong thời gian dài hơn và/hoặc ở mức độ cường độ cao hơn. Luyện tập ngắt quãng có thể chỉ về  bất kỳ bài tập tim mạch nào (ví dụ như đạp xe, chạy bộ, bơi, chèo thuyền còn gọi thông dụng là Cardio). Bài tập này nổi bật trong các bài tập luyện của nhiều môn thể thao, nhưng đặc biệt được người chạy bộ sử dụng.

## Đại cương
Phương pháp tập luyện ngắt quãng có ưu điểm là giúp những người không thường xuyên tập thể thao có thể bắt đầu luyện tập một cách an toàn và tạo động lực duy trì thực hiện các bài tập bằng cách nghỉ ngơi ngắn, giữ mạch tập theo thứ tự. Yếu tố hiệu quả của việc luyện tập ngắt quãng trong thời gian ngắn đã được xác nhận như giảm mỡ cơ thể, cải thiện chức năng tim phổi và tăng cường cơ bắp, và đây được xem là bài tập hữu ích cho những người mắc bệnh tiểu đường. Tập luyện ngắt quãng là sự kết hợp cân bằng giữa hoạt động và nghỉ ngơi, giúp người mới bắt đầu dần dần rèn luyện sức bền và thể lực mà không cần gắng sức quá mức. Soichi Sakamoto là người ủng hộ sớm việc tập luyện ngắt quãng cho các vận động viên bơi lội chuyên nghiệp của mình, và Huấn luyện viên James Counsilman đã rất sáng tạo trong việc thúc đẩy việc sử dụng bài tập ngắt quãng cho các vận động viên bơi lội của mình. 
Bài tập cường độ cao ngắt quãng (High-intensity interval training/HIIT) là một giao thức tập luyện xen kẽ các giai đoạn ngắn của bài tập kỵ khí mạnh mẽ hoặc bùng nổ với các giai đoạn phục hồi ngắn cho đến khi kiệt sức. HIIT bao gồm các bài tập được thực hiện theo từng đợt nhanh lặp lại ở mức nỗ lực tối đa hoặc gần tối đa với các khoảng thời gian nghỉ ngơi hoặc hoạt động ít giữa các đợt. Mức độ cường độ rất cao, thời gian nghỉ và số lần tập phân biệt nó với hoạt động bài tập hiếu khí (tim mạch). Mặc dù có nhiều hình thức tập luyện theo phong cách HIIT khác nhau, có thể bao gồm các bài tập liên quan đến cả hoạt động tim mạch và tập luyện sức kháng lực, các đặc điểm quan trọng của HIIT là nỗ lực tối đa, thời lượng và thời gian nghỉ ngắn (do đó kích hoạt các con đường kỵ khí và sinh công) khiến nó khác biệt đáng kể so với các hình thức tập luyện tim mạch.
Bài tập cường độ cao ngắt quãng (HIIT) bao gồm các đợt tập thể dục lặp đi lặp lại, ngắn, hoàn thành ở mức cường độ cao. Những tập hợp hoạt động mạnh này được theo sau bởi thời gian nghỉ ngơi được xác định trước hoặc hoạt động cường độ thấp. Các nghiên cứu đã chỉ ra rằng tập thể dục ở cường độ cao hơn đã làm tăng lợi ích tim mạch cho con người, so với khi tập thể dục ở mức độ thấp hoặc trung bình. Khi tập luyện của bạn bao gồm một buổi HIIT, cơ thể bạn phải làm việc nhiều hơn để thay thế lượng oxy đã mất. Nghiên cứu về lợi ích của HIIT đã tiết lộ rằng nó có thể rất thành công trong việc giảm mỡ, đặc biệt là quanh vùng bụng. Hơn nữa, khi so sánh với việc tập thể dục vừa phải liên tục, HIIT chứng tỏ đốt cháy nhiều calo hơn và tăng lượng chất béo đốt cháy sau buổi tập HIIT. Thiếu thời gian là một trong những lý do chính được nêu ra cho việc không tập thể dục; HIIT là một sự thay thế tuyệt vời cho những người đó vì thời lượng của một phiên HIIT có thể chỉ là 10 phút, làm cho nó nhanh hơn nhiều so với tập luyện thông thường.